# 皮特·多赫提
皮特·多赫提（英語：Peter Doherty，1979年3月12日—）是一位英國音樂人、作家、詩人和演員，他是放蕩樂團的兩位主唱之一，也是蹣跚寶貝的主唱，他也經常作爲solo音樂人發表作品並巡演。

## 外部連結
- 官方网站

1. ↑  Peter Doherty Official Webside. . Albion Rooms.   [2019-07-30]. （原始内容存档于2021-01-18）.